# Don Ca
Don Ca es una película documental colombiana de 2013 dirigida y escrita por Patricia Ayala Ruiz. Narra la historia de Camilo Arroyo Arboleda, un hombre que construyó su vida en el municipio colombiano de Guapi en el departamento del Cauca y que se convirtió en una especie de mentor en la comunidad. Arroyo abandonó su hogar en la ciudad de Popayán y se ubicó en una humilde morada en Guapi rodeada por la selva y por las dificultades de la violencia en esa zona del país.